# 약현성당
약현성당(藥峴聖堂)은 대한민국 서울특별시 중구 중림동에 위치한 가톨릭교회의 성당이다. 본당은 대한민국 사적 제252호로 지정되어 있으며, 중림동성당으로 불리기도 한다.

## 건립 과정
천주교는 선조·광해군 때 조선의 연경(燕京) 사신을 통하여 서학(西學)으로 국내에 소개되었다. 조선의 천주교는 1831년 중국 북경교구(北京敎區)로부터 조선교구(朝鮮敎區)로 독립하였다. 1886년 6월 4일(음력 5월 3일) 조불수호통상조약(韓佛修好條約)이 조인되고 이듬해 양력 5월 30일(음력 윤4월 8일) 효력이 발생함에 따라 기독교 선교활동의 자유가 보장되었고 천주교세는 크게 확장된다.
서울의 천주교 신자 수가 증가함에 따라 1887년 잠배(紫岩)의 순랫골[巡和洞]에 강당을 짓고 일반 서민을 교육하였다. 이 강당의 이름이 약현성당이었는데, 성당이 위치한 언덕의 이름이 서대문 밖 약현(藥峴)이었던 데서 유래되었다.
그 후 정가밀로 신부가 책임자로 부임하면서 성당 건물을 짓기 위하여 합동(蛤洞)에 있는 김윤선 소유 대지를 구입하였다. 1887년 전후에 구입한 대지에 1891년 10월 27일 성당 건축의 정초식(定礎式)이 거행되었다. 1892년 6월 14일에 외부공사, 7월 28일에는 바닥공사, 12월 2일에는 건축공사가 마무리되었다. 1893년 3월 10일에는 실내장식을 마치고, 3월 27일에는 442kg이 되는 종이 도착, 종각에 설치되어 4월 24일에 첫 타종되었다. 1893년 9월 25일 신부(神父) 피정(避靜)이 끝난 이후 모든 선교사가 참석한 가운데 성당 강복식(降福式)이 거행되었다.

## 건립 경위
이 장소에 성당을 세운 것은 중국 북경에 들어가 서양인 신부로부터 한국인 최초로 영세를 받은 이승훈(李承薰)의 집이 이곳과 인접한 곳에 있었고, 신유(辛酉, 1801년), 기해(己亥, 1839년), 병인(丙寅, 1866년) 천주교 수난 때에 44명의 천주교 신자들이 이곳에서 가까운 서소문(西小門) 밖에서 순교하였기 때문이라고 한다.
프랑스 신부인 코스트(E. G. Coste, 한국명: 고의선- 高宜善)가 설계하고, 중국인 기술자가 시공했으며, 당시 주임신부인 두쎄(Doucet) 신부가 감독하였다. 코스트는 파리외방전교회(外邦傳敎會) 소속으로 1868년 동아시아에 와서 홍콩·싱가포르·상해·만주·일본 등에서 건축 일에 종사하였다. 그는 한불조약이 체결되기 전인 1885년 내한했으며, 조선교구 경리부(經理部)에 소속되었다. 그는 약현성당·명동성당 등 서울권에서 이루어지는 천주교 관련 건축 설계와 감독에 주도적인 역할을 하였다. 두쎄 신부는 이 건물의 착공 직후부터 코스트 신부와 러시아인 건축가 아파나시 세레딘사바틴(A.I.S. Sabatin) 등의 자문을 받아가며, 불철주야 공사 감독에 매달렸다고 한다.

## 건물의 특징
건물의 평면은 연면적 120평의 긴 장방형이며, 길이 32m, 폭 12m의 삼랑식(三廊式)으로 네이브(nave, 중앙 신자석)와 아일(aisle, 양측 통로)의 구분이 뚜렷하다. 네이브의 폭은 아일 폭의 2배이다. 네이브 천장은 만곡형(彎曲形) 리브(rib)의 뾰족 보올트(pointed vault)이고, 아일 천장은 반원형 보올트(barrel vault)이나 구조적 개념의 보올트가 아니고 목재의 장식적 보올트이다. 내부 벽면 창은 단층으로 공중회랑(triforium)이나 고측창(高側窓, clearstory)이 없다. 천장 구조는 목구조이며, 지붕 마감재는 함석이다.
이 건물은 로마네스크양식과 고딕양식으로 절충되어 있다. 고도의 기술과 많은 공사비가 요구되는 고딕양식으로 이 건물을 건축하기에는 그 당시 어려움이 있어, 절충형으로 건축한 것으로 추정된다. 그 후 1905년 높이 22m의 첨탑을 세워 종을 달았고, 1921년에는 남녀를 구분하는 내부 칸막이를 제거하고, 벽돌기둥을 돌기둥으로 교체하는 등 내장공사를 하였다. 1976년에는 외벽을 수리하고 문짝 등을 교체하였으나 원형을 충실히 모방했다. 화재로 건물 일부가 소실되었으나 곧 보수공사하였다.
이 건물은 성당 건축의 기본적인 공간과 형태를 갖추고 있으며, 번잡스러운 장식이 없고 매우 아담하며 장중하다. 이 성당은 한국 최초의 양식 성당 건물이고, 소규모 벽돌조 서양식 성당의 표본이 되는 건물로 교회의 건축사적 가치가 매우 크다.

## 사진

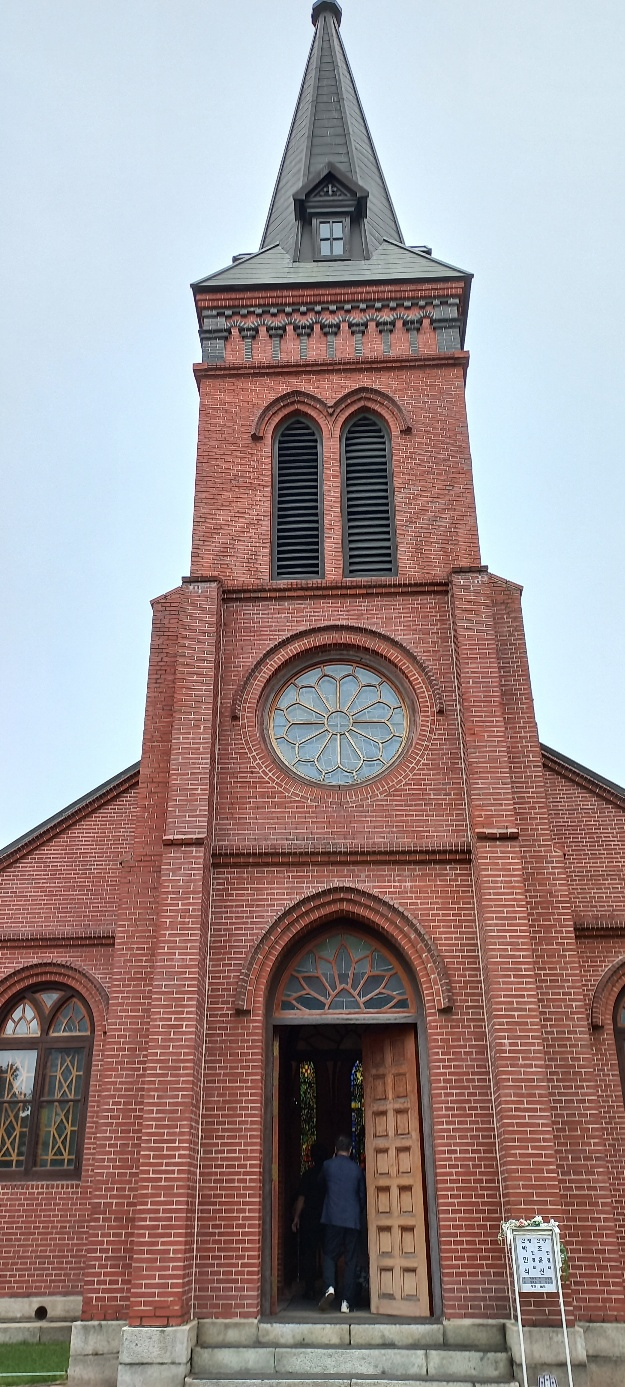
약현성당 정면 모습
정면
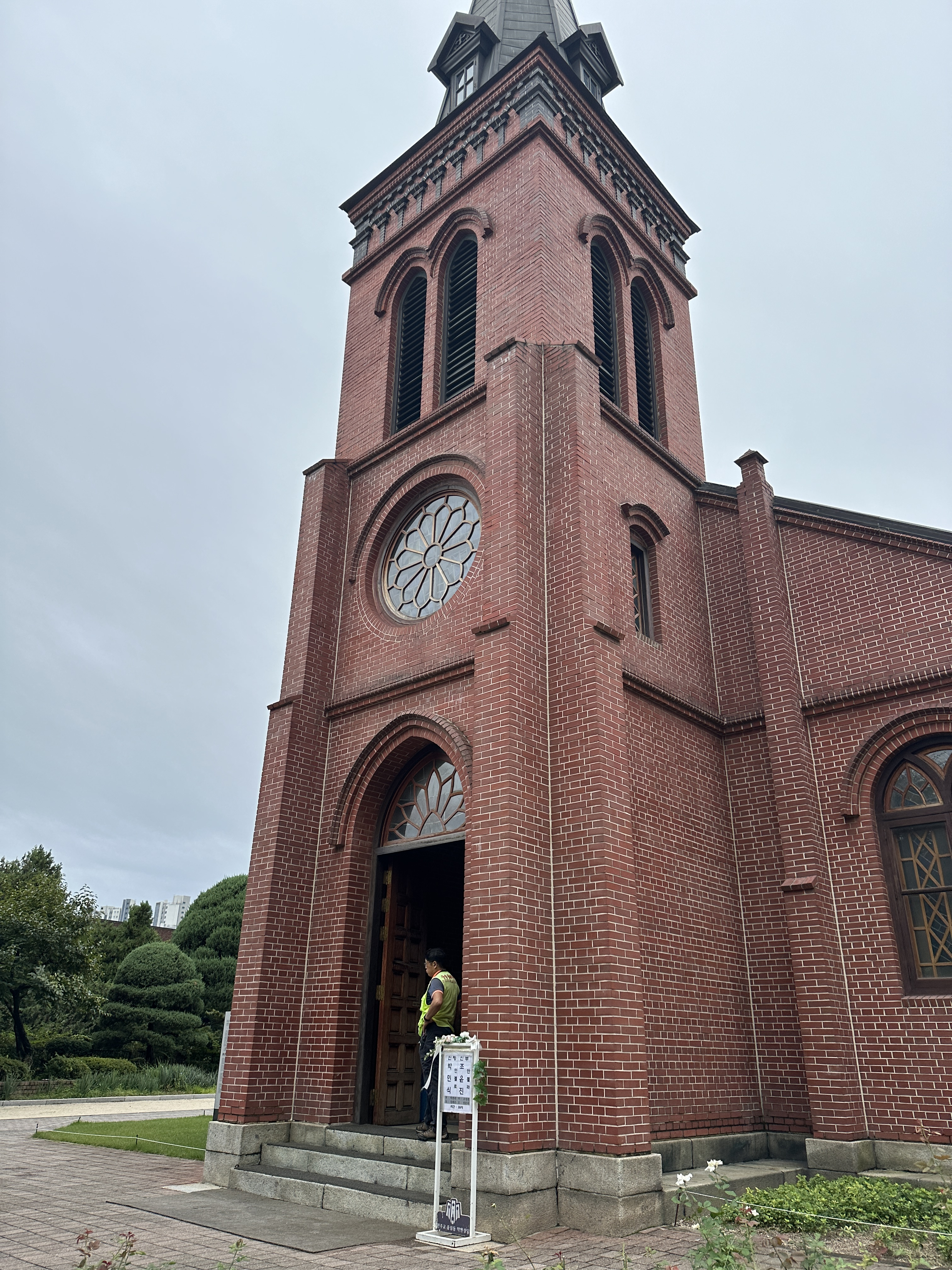
약현성당 외부
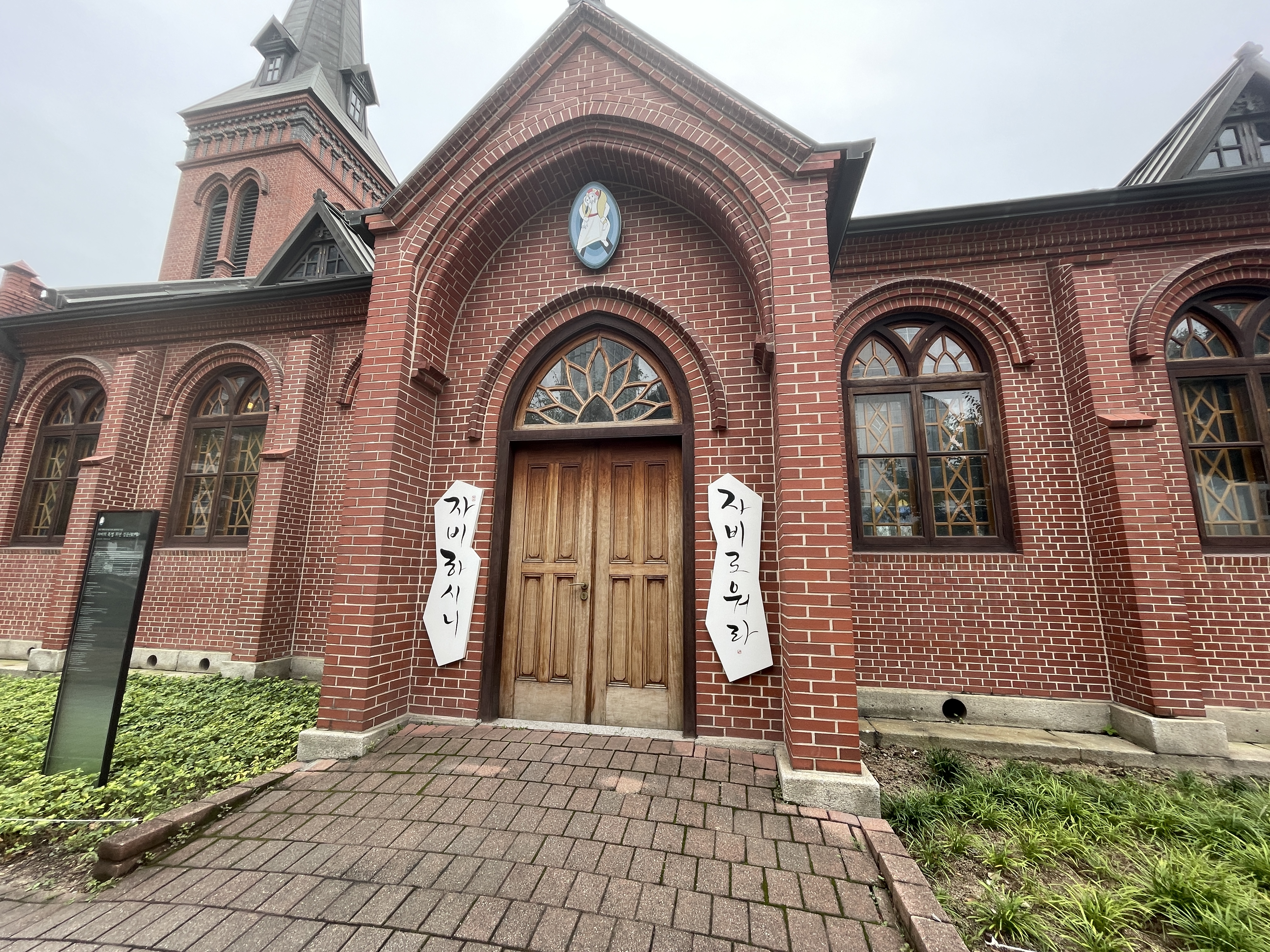
약현성당 입구
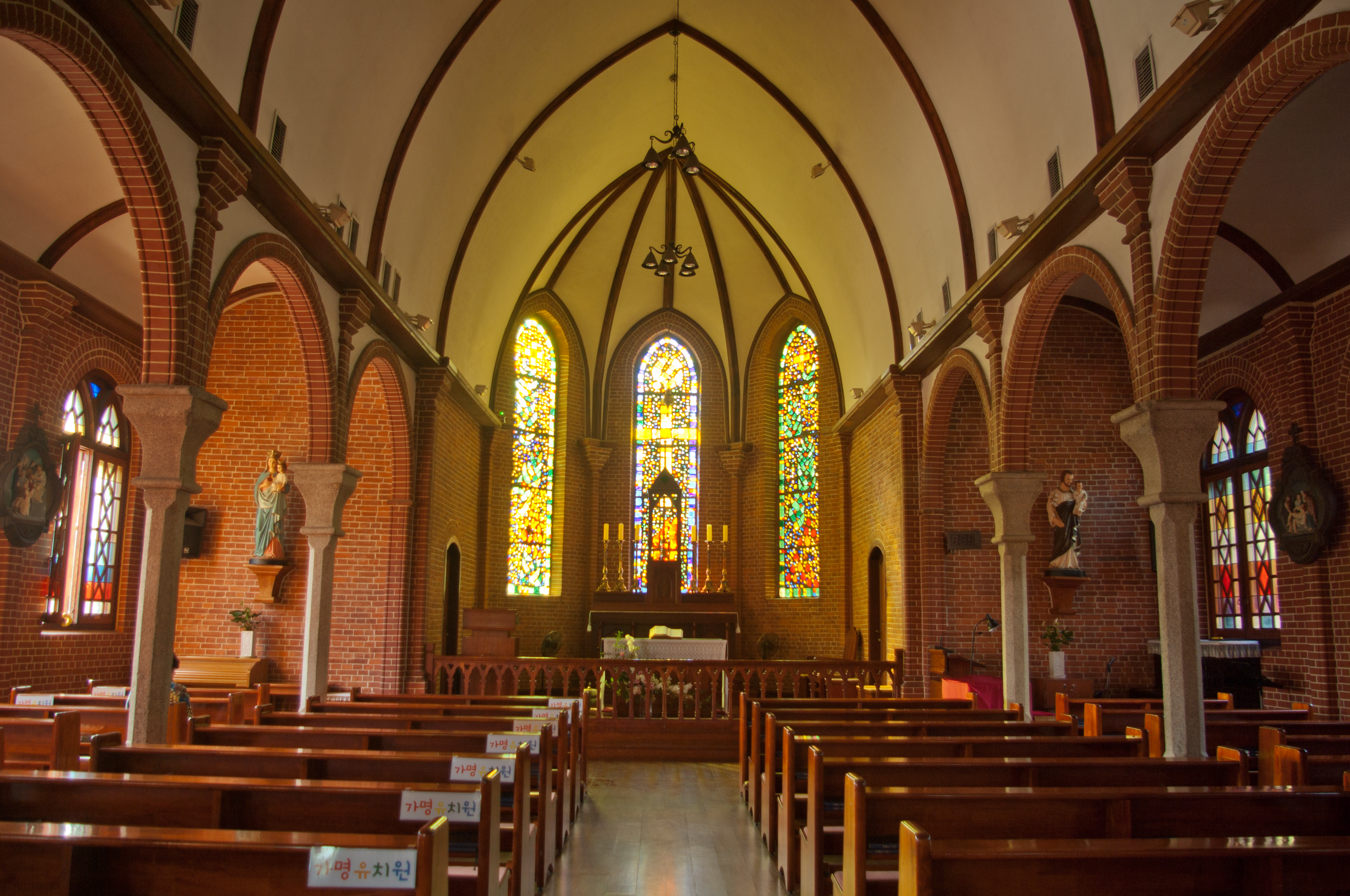
내부
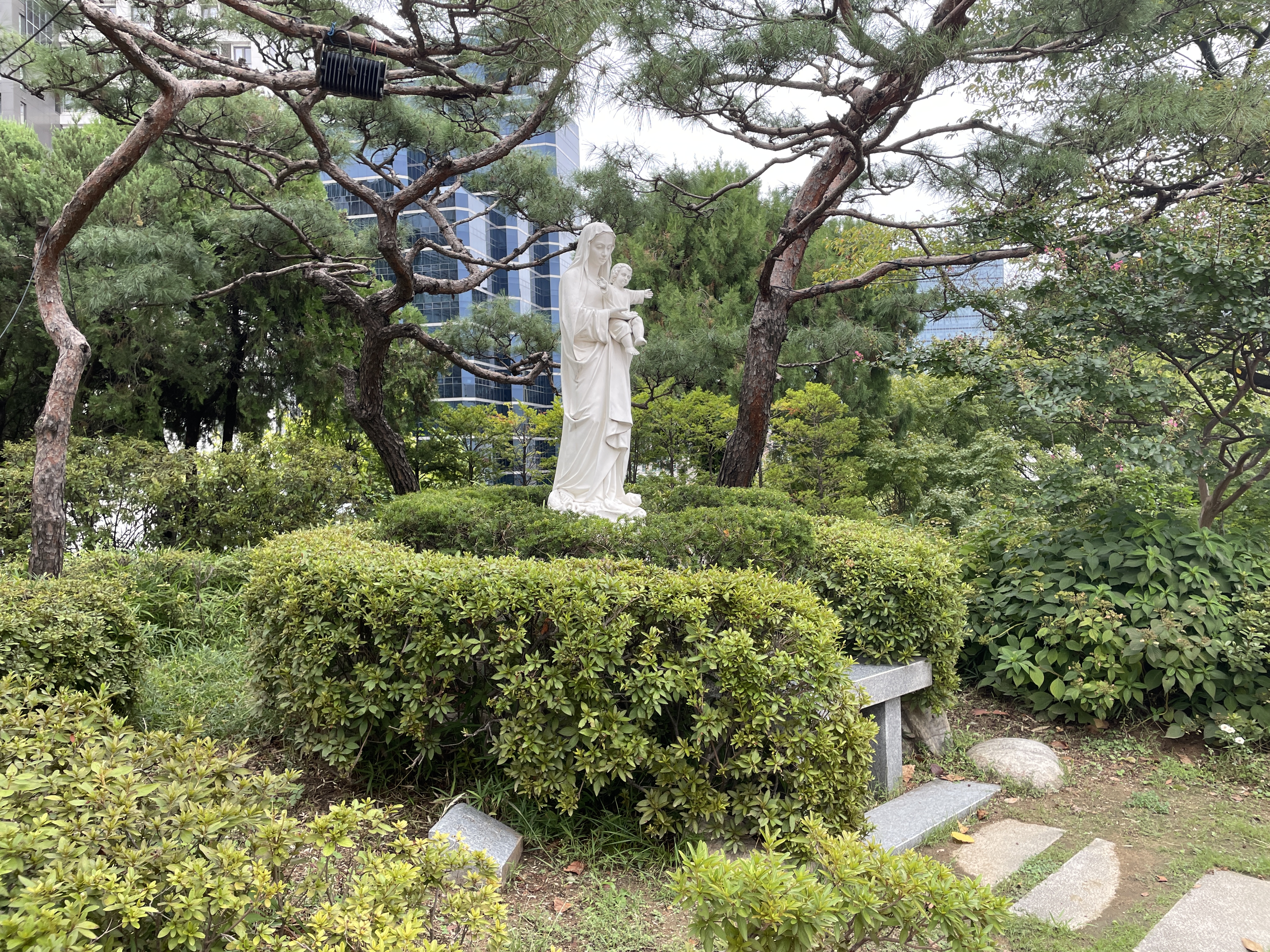
약현성당 동상
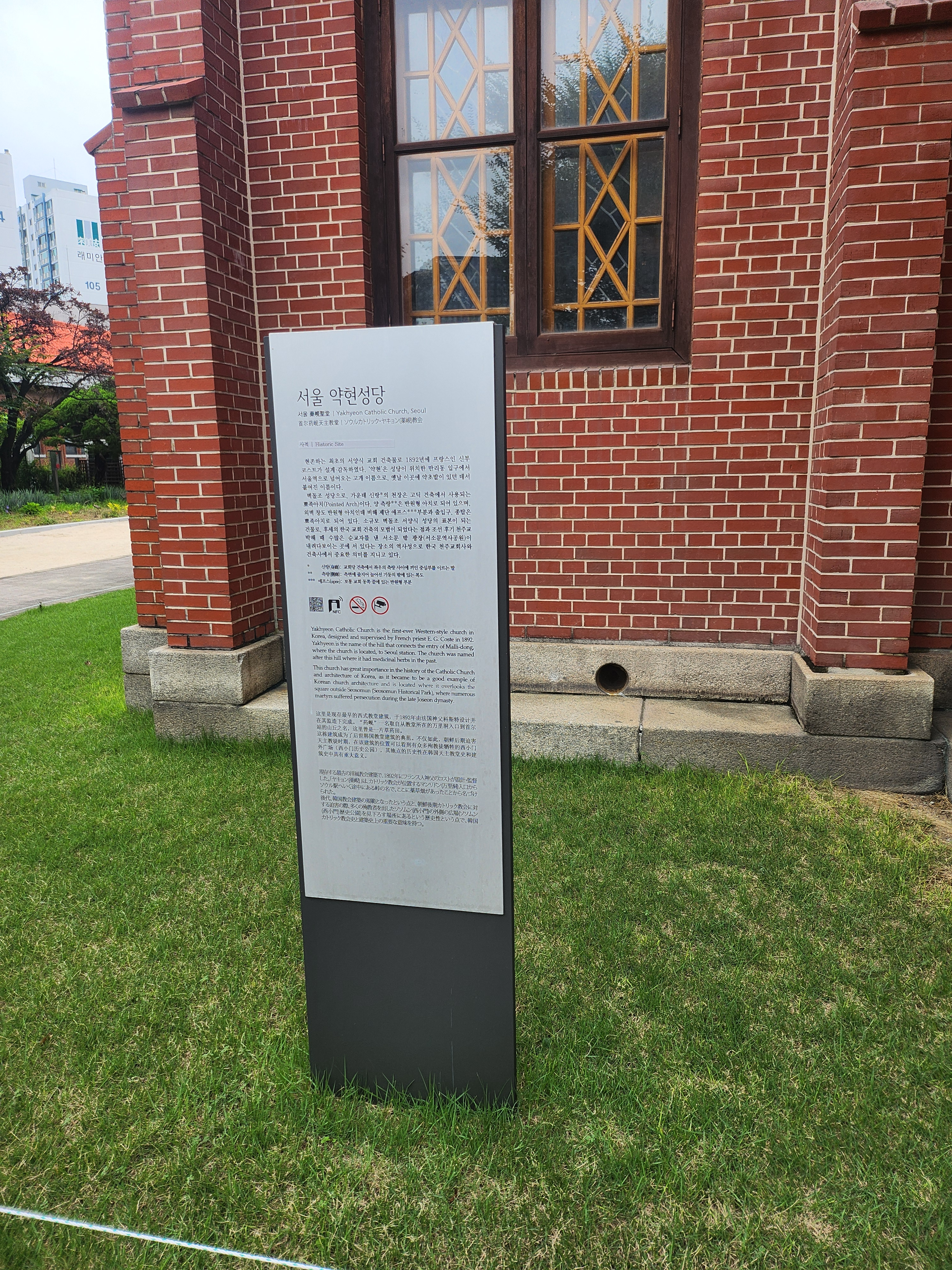
약현성당 설명